# Prowincja Düsseldorf
Prowincja Düsseldorf (niem. Gau Düsseldorf) - prowincja (Gau) III Rzeszy od 1933 do 1945 roku w regionie Düsseldorf w pruskiej prowincji Ren. Wcześniej, od 1930 do 1933 roku, była regionalnym poddziałem partii nazistowskiej w tym obszarze.

## Historia
System (nazistowskich) prowincji został pierwotnie ustanowiony na konferencji partyjnej 22 maja 1926 r. w celu usprawnienia administracji strukturą partyjną. Od 1933 r., po przejęciu władzy przez nazistów, (nazistowskie) prowincje coraz częściej zastępowały niemieckie kraje związkowe jako jednostki administracyjne w Niemczech. Prowincja pierwotnie należała do Prowincji Ruhra, początkowo kierowanego przez Josepha Goebbelsa, a potem stała się częścią Prowincji Westfalia w 1928 r., zanim stał się własną prowincją w sierpniu 1930 r.
Na czele każdej (nazistowskiej) prowincji stał Gauleiter, stanowisko, które stawało się coraz bardziej wpływowe, zwłaszcza po wybuchu II wojny światowej, z niewielką ingerencją z góry. Lokalni Gauleiterzy często zajmowali stanowiska rządowe, jak również partyjne i byli odpowiedzialni między innymi za propagandę i nadzór, a od września 1944 r. także za Volkssturm i obronę prowincji.
Stanowisko Gauleitera w Düsseldorfie piastował Friedrich Karl Florian przez całą historię prowincji od 1930 do 1945 roku.

## Podział administracyjny
Prowincja Düsseldorf dzieliła się na 7 okręgów:
- Bergisch-Land
- Gladbach-Rheydt
- Große Hansestadt Düsseldorf - siedziba prowincji
- Krefeld-Kempen
- Neuß-Grevenbroich
- Niederberg
- Wuppertal

## Geografia i demografia
Prowincja miała powierzchnię 2700 km² i populację 2 200 000, co plasowało ją w środku tabeli pod względem wielkości i liczby ludności na liście (nazistowskich) prowincji.